# 新开发银行
新开发银行 （英語：New Development Bank，缩写为NDB）简称新开行，又称金砖国家开发银行（BRICS Development Bank），俗称金砖银行，是由金砖国家共同倡议建立的国际性金融机构。同時也是金磚國家的總部。
倡议建立新开行的巴西(B)、俄罗斯(R)、印度(I)、中国(C)、南非(S)等金砖国家组织成员宣称，金砖国家开发银行建立的目的是方便金砖国家间的相互结算和贷款业务，从而减少对美元和欧元的依赖，有效保障成员国间的资金流通和贸易往来。根据第六次金砖国家领导人峰会发布的《福塔莱萨宣言》可知，金砖国家开发银行总部设在上海，核定资本为1000亿美元，初始认缴资本为500亿美元并由5个创始成员平均出资，該銀行首任理事會主席將由俄羅斯提名，首任董事會主席將由巴西提名，首任行長將由印度提名。同時，該銀行非洲區域中心將設在南非，各成員國財政部長負責制訂銀行具體操作規程。
银行的主席将在五国之间轮值，五年为一个任期。

## 歷史
新開發銀行於2013年3月27日在南非德班舉行的第五屆金磚國家峰會，由金磚國家領導人同意成立。
2014年7月15日，在巴西福塔雷薩舉行的第六屆金磚國家峰會的第一天，該集團新興經濟體簽署了期待已久的文件，創建1000億美元金磚國家開發銀行和價值超過1000億美元储备货币。這將可對抗以西方國家為主的貸款機構和美元的影響，還分別簽署了金磚五國出口信貸和創新合作協議的合作文件。「金磚五國」早在2013年表示有意成立類似國際貨幣基金組織但規模較小的聯合儲備借貸體系，有輿論稱之為「迷你IMF」。
在與新德里和约翰内斯堡的競爭後，上海被選為總部所在地。第一任行長將來自印度，董事局主席將來自巴西，理事會首屆主席來自俄羅斯。
2021年9月，新开发银行扩员，批准吸收阿联酋、乌拉圭、孟加拉国为首批新成员。
2021年9月28日，金砖国家新开发银行永久总部大楼在上海浦东新区交接。
2021年12月，新开发银行宣布接纳埃及为新成员。
2023年，阿尔及利亚领导人访华期间提出申请加入新开行，2024年获正式接纳，9月正式生效。
哥伦比亚、洪都拉斯、津巴布韦也有意加入新开行。2025年6月19日，哥伦比亚被接受为金砖国家新开发银行成员。

## 应急储备
- 金砖开发银行和金砖应急储备安排相互独立，在宗旨、规模、运作与决策机制等方面明显不同
- 每個成員國家所擁有的投票權相等，任何國家都沒有一票否決權NDB BRICS。
- 該銀行的初始法定資本額為1000億美元，分為100萬股，每股面額10萬美元。新開發銀行的初始認繳資本為500億美元，分為實繳股份（100億美元）和可贖回股份（400億美元）。該銀行的初始認繳資本在創始成員國（巴西、俄羅斯、印度、中國、南非）之間平均分配。[4]。

## 目標
2001年，美國高盛公司前首席經濟學家吉姆·奥尼尔發明的“金磚國家”一詞，原本是為了突出類似經濟體的投資機會。現在，金磚國家決心把金磚成色做足，除了成為經濟名詞、投資名詞之外，還能真正蛻變成具有強大競爭力的實際運行組織。
1944年7月二戰結束前召開的联合国和盟國貨幣金融會議，确立了布雷顿森林体系，和以美元作为世界货币的地位，而國際貨幣基金組織以及世界银行被认为是维护美元中心地位的两大机构，金磚銀行的建立被认为用以擺脫世界銀行、國際貨幣基金組織對世界财經的主導作用，实际上也反映世界經濟新權重。
金砖国家银行的宗旨是对成员国，新興市場國家和其他发展中国家提供基础设施和项目建设融资，并以此开辟发展中国家合作新模式。
銀行的目標是為基礎建施項目提供資金，創造了價值1000億美元“應急儲備”，這將有助於成員國抵消未來金融震盪。
該銀行也將提供援助其他國家，對抗在美國從它的擴張性貨幣政策退出之後的經濟動盪。

## 历任行长
1. 昆达普尔·瓦曼·卡马特（印度）
2. 马科斯·特罗约（英语：Marcos Prado Troyjo）（巴西）[17]
3. 迪尔玛·罗塞夫（巴西）[18]